# 퀴즈
퀴즈(quiz) 또는 알아맞히기(문화어: 알아맞추기)는 개인이나 팀이 질문에 올바르게 답해야 하는 심리 오락의 일종이다. 일부 국가에서 퀴즈는 지식, 능력 및 기술이 얼마만큼 올라갔는지를 가늠하기 위하여 교육 관련 분야에 쓰이는 간략한 평가이기도 하다.
- 예: 세상에서 가장 좋은 물은?
- 예: 홍길동의 나이는?
- 예: 1+1×2=?

퀴즈의 승자는 가장 많은 점수를 얻거나, 최종 결승 문제를 맞히거나, 최후의 승자를 가리는 3가지가 대표적이다.

## 퀴즈 비디오 게임
퀴즈는 주로 1990년대에 아케이드 게임으로도 출시되었다.

## 같이 보기
- 학력 평가
- 트리비아
- 동의율게임